# Chugul
Chugul (in lingua aleutina Tshugulla, Tchougoul Tchougoulak) è una piccola isola che fa parte del gruppo delle isole Andreanof, nell'arcipelago delle Aleutine; si trova nel mare di Bering e appartiene all'Alaska (USA).
Chugul è in mezzo a un gruppo di isole collocate tra Adak e Atka, e si trova a sud-est di Igitkin e a ovest di Tagalak.
È stata registrata nel 1790 da Joseph Billings con il nome aleuta Tshugulla  e con le varianti Tchougoul e Tchougoulak dal capitano Litke.